# Velký Malahov
Velký Malahov é uma comuna checa localizada na região de Plzeň, distrito de Domažlice.